# Stapleton, Richmondshire
Stapleton är en by och en civil parish i Storbritannien. Den ligger i Richmondshire i grevskapet North Yorkshire och riksdelen England, i den centrala delen av landet, 300 km norr om huvudstaden London. Antalet invånare är 179.